# Hustisford
Hustisford és una població dels Estats Units a l'estat de Wisconsin. Segons el cens del 2000 tenia 1.135 habitants.

## Demografia
Segons el cens del 2000, Hustisford tenia 1.135 habitants, 472 habitatges, i 296 famílies. La densitat de població era de 541 habitants per km².
Dels 472 habitatges en un 31,4% hi vivien nens de menys de 18 anys, en un 51,7% hi vivien parelles casades, en un 7,6% dones solteres, i en un 37,1% no eren unitats familiars. En el 31,1% dels habitatges hi vivien persones soles el 15,5% de les quals corresponia a persones de 65 anys o més que vivien soles. El nombre mitjà de persones vivint en cada habitatge era de 2,4 i el nombre mitjà de persones que vivien en cada família era de 3,03.
Per edats la població es repartia de la següent manera: un 26,3% tenia menys de 18 anys, un 6,9% entre 18 i 24, un 30,6% entre 25 i 44, un 20,6% de 45 a 60 i un 15,6% 65 anys o més.
L'edat mediana era de 36 anys. Per cada 100 dones de 18 o més anys hi havia 97,6 homes.
La renda mediana per habitatge era de 40.929 $ i la renda mediana per família de 52.262 $. Els homes tenien una renda mediana de 31.951 $ mentre que les dones 23.333 $. La renda per capita de la població era de 20.599 $. Aproximadament l'1,7% de les famílies i el 2,7% de la població estaven per davall del llindar de pobresa.

## Poblacions més properes
El següent diagrama mostra les poblacions més properes.